# 1070
| 1070               |
| ------------------ |
| Dødsfald - Fødsler |
|                    |

| Gregoriansk kalender | 1070 MLXX               |
| Ab urbe condita      | 1823                    |
| Armensk kalender     | 519 ԹՎ ՇԺԹ              |
| Kinesiske kalender   | 3766 – 3767 己酉 – 庚戌 |
| Etiopisk kalender    | 1062 – 1063             |
| Jødisk kalender      | 4830 – 4831             |
| Hindukalendere       |                         |
| - Vikram Samvat      | 1125 – 1126             |
| - Shaka Samvat       | 992 – 993               |
| - Kali Yuga          | 4171 – 4172             |
| Iransk kalender      | 448 – 449               |
| Islamisk kalender    | 462 – 463               |

Konge i Danmark: Svend 2. Estridsen 1047-1074
Se også 1070 (tal)